# Nicolas Jackson
Nicolas Jackson (Banjul, 2001. június 20. –) szenegáli válogatott labdarúgó, az angol Chelsea csatára.

## Pályafutás

### Klubcsapatokban
Jackson a gambiai Banjul városában született. Az ifjúsági pályafutását a szenegáli Casa Sports csapatában kezdte, majd a spanyol Villarreal akadémiájánál folytatta.
2020-ban mutatkozott be a Villarreal tartalék, majd 2021-ben az első osztályban szereplő felnőtt csapatában. A 2020–21-es szezonban a másodosztályú Mirandésnél szerepelt kölcsönben. Először a 2021. október 3-ai, Real Betis ellen 2–0-ra megnyert mérkőzés 92. percében, Arnaut Danjuma cseréjeként lépett pályára. Első gólját 2022. augusztus 13-án, a Real Valladolid ellen idegenben 3–0-ra megnyert találkozón szerezte meg. 2023. július 1-jén az angol első osztályban szereplő Chelsea szerződtette.

### A válogatottban
Jackson 2022-ben debütált a szenegáli válogatottban. Először a 2022. november 21-ei, Hollandia ellen 2–0-ra elvesztett VB-mérkőzés 74. percében, Krépin Diattat váltva lépett pályára.

## Statisztikák
2023. június 4. szerint
| Klub                  | Szezon   | Osztály          | Bajnokság | Bajnokság | Kupa és Ligakupa | Kupa és Ligakupa | Nemzetközi | Nemzetközi | Összesen | Összesen |
| Klub                  | Szezon   | Osztály          | Meccs     | Gól       | Meccs            | Gól              | Meccs      | Gól        | Meccs    | Gól      |
| --------------------- | -------- | ---------------- | --------- | --------- | ---------------- | ---------------- | ---------- | ---------- | -------- | -------- |
| Mirandés (kölcsönben) | 2020–21  | Segunda División | 16        | 1         | 1                | 0                | —          | —          | 17       | 1        |
| Villarreal            | 2021–22  | La Liga          | 9         | 0         | 1                | 0                | —          | —          | 10       | 0        |
| Villarreal            | 2022–23  | La Liga          | 26        | 12        | 2                | 0                | 10         | 1          | 39       | 13       |
| Villarreal            | Összesen | Összesen         | 35        | 12        | 3                | 0                | 10         | 1          | 49       | 13       |
| Összesen              | Összesen | Összesen         | 51        | 13        | 4                | 0                | 10         | 1          | 65       | 14       |

### A válogatottban
| Válogatott | Év       | Pályára lépés | Gól |
| ---------- | -------- | ------------- | --- |
| Szenegál   | 2022     | 1             | 0   |
| Szenegál   | 2023     | 2             | 0   |
| Összesen   | Összesen | 3             | 0   |